# Symphonie marine

La Symphonie marine L 44 est une œuvre pour orchestre composée par Jacques Ibert en 1931.

## Histoire
Il ne s'agit pas en fait d'une symphonie, mais d'un poème symphonique pour accompagner un court métrage documentaire commandé par la Marine nationale, réalisé par Jean Arroy en 1931 sous le titre SOS Foch.
Sa première exécution en concert a lieu le 6 octobre 1963 à Paris, par l'orchestre des Concerts Lamoureux, sous la direction de Charles Münch.
Son exécution dure à peu près un quart d'heure.

## Discographie
- L'Orchestre symphonique de Birmingham, dirigé par Louis Frémaux, 1973, EMI/Erato.
- L'Orchestre des Concerts Lamoureux, dirigé par Yutaka Sado, 1996, Naxos.